# Jean-Baptiste de Lavalette
Louis Jean Baptiste de Lavalette, hrabě z Valette, pán ze Sérigny (27. října 1753 v Paříži - 28. července 1794 tamtéž) byl brigádní generál za Francouzské revoluce.

## Životopis
Jean-Baptiste de Lavalette pocházel ze staré šlechtické rodiny Lavalette. Jeho otcem byl Joseph-François de Lavalette (1729-1765), který byl generálním místodržitelem v Burgundsku. Měl dva bratry: François-Louis, markýz de Lavalette (1750-1836) byl roku 1765 jmenován generálním místodržitelem v Burgundsku, emigroval v roce 1789, a François-Joseph-Élisabeth, vikomt z Lavalette, narozený v roce 1756, gilotinován dne 6. června 1794.
Dne 11. června 1772 byl Jean-Baptiste de Lavalette jmenován podporučíkem jízdního pluku Royal-Étranger. V roce 1774 se vzdal vojenské kariéry a 12. listopadu 1778 se oženil v Saint-Max u Nancy s Henriette-Élisabeth, komtesou de La Tour et Taxis, z knížecího rodu Thurn-Taxis. Měli spolu tři děti: Élisabeth-Honorine-Pierre, narozená v roce 1782 v Nancy, zemřela v mládí, Camille-Jean-Charles-Louis, narozená v roce 1786 v Nancy, zemřela v mládí a Zoé-Thérèse, narozená v roce 1790.
V Nancy byl v roce 1789 jmenován velitelem národní gardy. V září 1790 se přestěhoval do Paříže, kde byl pověřen shromažďováním dobrovolníků lombardské sekce a jejich rozdělením do rot. V roce 1791 se stal velitelem praporu sekce Oratoire, 12. srpna 1792 velitelem ozbrojených sekcí francouzských gard a 4. září 1792 byl zvolen podplukovníkem 1. lombardského praporu armády Severu. V Bruselu působil jako dočasný velitel během francouzské okupace. Když byla svolána shromáždění Belgie o znovusjednocení s Francií, odešel 22. února 1793 do Gentu na pomoc komisaři Courtoisovi. Po jejich působení vyjádřilo 2000 obyvatel Gentu přání opětovného sjednocení s Francií. Po návratu do Bruselu zastupoval generála Moretona na shromáždění, které se konalo dne 25. února v katedrále Sainte-Gudule. Zde se stal členem deputace, která přednesla Národnímu konventu přání obyvatel města ohledně spojení s Francií.
Kvůli vývoji vojenské situace dostal velení nad Západními Flandry v Gentu. Dne 31. března 1793 byl jmenován zástupcem místního velitele v Lille. V těchto funkcích zmařil útoky generálů Dumourieze a Miaczinského. 8. dubna byl jmenován národním komisařem v Cambrai, aby shromáždil a reformoval jednotky vracející se z Belgie a 16. dubna dočasným velitelem Cambrai. Dne 25. dubna se stal místním velitelem v Lille. Dne 15. května byl jmenován brigádním generálem.
Dostal se do sporu s generálem Lamarlièrem, během něhož proti němu vystoupila místní posádka. Zástupci na misi Duhem a Lesage-Senault si na něj stěžovali 22. července a nařídili mu vydat se do Paříže, aby před Výborem pro veřejné blaho podal zprávu o svém chování. Tím se dostal do pozornosti Konventu, kde ho dne 24. července hájili Robespierre a Pierre Louis Bentabole, kteří dosáhli Duhemova odvolání. Téhož večera ho Robespierre bránil v jakobínském klubu. Dne 31. července Jeanbon Saint-André předložil zprávu, ve které sdělil, že neexistují žádné důvody pro obvinění Lavaletta.
Dne 3. srpna byl povolán zpět do úřadu. Reorganizoval revoluční armádu v Lille a přispěl k postavení generála Dufresse do jejího čela. Dne 9. prosince 1793 poslanec Bourdon obvinil v Konventu Lavaletta, že  předvedl před revoluční tribunál nevinné osoby a naopak odsoudil vlastence, které soud prohlásil za nevinné. Zástupci na misi Hentz a Florent-Guiot rozpustili revoluční armádu a 13. prosince vydali příkaz k zatčení Lavaletta. Poté 18. prosince na žádost Duhema, který předložil dokumenty revolučnímu tribunálu, Konvent odhlasoval vyhlášku nařizující jeho převoz do Paříže.
Díky Robespierrovi Výbor pro veřejné blaho nařídil 23. floréalu (12. května 1794) jeho propuštění a obnovení výkonu funkce. Lavalette poté požádal, aby byl zaměstnán pod Hanriotem, což bylo schváleno a 28. května 1794 byl přidělen k 17. vojenské divizi.
Jako pobočník Françoise Hanriota byl při Thermidorském převratu popraven 28. července 1794 gilotinou spolu s dalšími robespierristy.